# Lame sacro-recto-génito-pubienne
Les lames sacro-recto-génito-vésico-pubiennes en anatomie humaine sont des structures fibreuses denses correspondant au fascia pelvien viscéral présent sur les faces latérales des viscères du pelvis : le rectum, le vagin chez la femme, les vésicules séminales et la prostate chez l'homme et la vessie. 
Ce sont des condensations conjonctives autour des éléments du plexus hypogastrique, qui cheminent latéralement au contact des viscères pelviens depuis la face ventrale du sacrum jusqu'à la face profonde du pubis, et distribuent à chaque filière des informations neurovégétatives ortho- et parasympathiques.
Comme leur nom l'indique, ces lames sont fixées en avant sur le pubis et en arrière sur le sacrum. Sa structure feuilletée comprend en plus des fibres, des vaisseaux artériels et veineux (génitaux et rectaux) ainsi que le plexus hypogastrique inférieur.